# اغتيال إسماعيل هنية
اغتالت إسرائيل يوم 31 تموز/يوليو 2024 إسماعيل هنية رئيس المكتب السياسي لحركة حماس و‌رئيس الوزراء الفلسطيني الأسبق في العاصمة الإيرانية طهران بعدما كان في زيارةٍ لها للمشاركة في مراسم تنصيب الرئيس الإيراني الجديد مسعود بزشكيان. قُتل إلى جانبِ هنية حارسه الشخصي القيادي الميداني في كتائب القسّام وسيم أبو شعبان. مثَّل اغتيال إسماعيل هنية أكبر خسارة في صفوف قادة حركة حماس مُنذ اندلاع عملية طوفان الأقصى. لم تُعرف بعد الطريقة التي قُتل بها هنية على وجه الدقّة، كما لم تُعلن إيران بعد نتائج التحقيق الذي فتحته حول عمليّة الاغتيال هذه، وتراوحت التقديرات بين ضربة صاروخية أو غارة جويّة أو حتى عبوة ناسفة فُجّرت عن بُعد. التزمت إسرائيل من جانبها الصمت فلم تتبنَّ العملية بشكلٍ رسمي، ولم تُعلن عن تفاصيلها بل ومنعت الوزراء وغيرهم من الساسة والحكوميين من الحديث في أيّ تفاصيلٍ تخصُّ هذه العملية. على الجانب المُقابل فقد توعَّدت إيران عبر مختلف قادتها بما في ذلك المرشد علي خامنئي بالانتقامِ لدم إسماعيل والردّ على إسرائيل في قلبها.

## خلفية
يُعتبر إسماعيل هنية من بين أبرز قادة حركة حماس، خاصة وأنه له باعٌ طويلٌ مع الحركة وقد انضمَّ لها منذ بداية تأسيسها في أعقابِ الانتفاضة الأولى ضد الاحتلال الإسرائيلي عام 1987. انتُخب الرجل رئيسًا للمكتب السياسي للحركة عام 2017، ثم غادر قطاع غزّة عام 2019 صوبَ العاصمة القطرية الدوحة حيث عزّز من نشاطه الخارجي هناك. عزَّز إسماعيل من مكانة حركة حماس في الخارج ولعب دورًا في كل المراحل التي مرَّت منها الحركة في السنين الأخيرة، فضلًا عن الدور الذي لعبه في بدايات الحركة بالإضافةِ لمناصبه الرسميّة. على المستوى الشخصي فقد تعرّض هنية لعددٍ من محاولات الاغتيال الإسرائيلية وقد نجا في ثلاثةٍ منها على الأقل، كما قُتل في نيسان/أبريل 2024 ثلاثةٌ من أبنائه وأربعة من أحفاده في غارة جوية إسرائيليّة على قطاع غزة. يُوصَف إسماعيل الذي كان يعيشُ ما بين قطر وتركيا بأنّه «الوجه الدبلوماسي» لحركة حماس، ولعبَ دورًا كبيرًا عقبَ عملية طوفان الأقصى وما تلاها من حربٍ شاملة في التفاوض في محادثات وقف إطلاق النار غير المباشرة بين حماس وإسرائيل بوساطة أميركية قطرية مصرية.
ردًا على عمليّة طوفان الأقصى، أعلنت إسرائيل أنها ستستهدفُ قادة حماس في كل مكان وستعملُ على تصفيتهم. أول عمليّة اغتيال إسرائيلية بارزة عقبَ الطوفان كانت يوم الثاني من كانون الثاني/يناير 2024 حينما اغتالَت القيادي الحمساوي البارز صالح العاروري في غارة جوية على العاصمة اللبانيّة بيروت، ثمّ حاولت يوم 13 تموز/يوليو 2024 اغتيال محمد الضيف القائد العام لكتائب القسّام الذراع العسكري لحماس حين ارتكبت مجزرة بمواصي خان يونس راحَ ضحيّتها أكثر من 100 مدني فلسطيني ومع ذلك فقد نفى مسؤولون في حركة المقاومة الفلسطينيّة صحّة الشائعات الإسرائيليّة. قبل ساعاتٍ من اغتيال هنية، أعلنت إسرائيل نجاحها في اغتيال فؤاد شكر القيادي البارز والكبير في حزب الله في غارة جويّة على بيروت.

## الاغتيال
نشرت حركة حماس في حوالي السادسة صباحًا بالتوقيت الفلسطيني (جرينتش + 03) بيانًا أعلنت فيه اغتيال إسماعيل هنية بطهران مؤكّدة أنه قضى إثر غارة صهيونية غادرة على مقر إقامته في العاصمة الإيرانيّة طهران دون تقديم مزيدٍ من التفاصيل. أكّد في نفس الوقت تقريبًا الحرس الثوري الإيراني الخبر لوكالات أنباء محليّة، معلنًا أنّه يدرسُ أبعاد حادثة اغتيال هنية في طهران وسيُعلن عن نتائج التحقيق لاحقًا. بدأت تتكشّفُ مع مرور الوقت بعضُ التفاصيل حيث ذكرت وكالة الأنباء الإيرانية أن إسماعيل هنية قد قُتل رفقة أحد حراسه الشخصيين إثر استهداف مقر إقامتهم في طهران.
في الساعة الأولى التي أعقبت الاغتيال، حاولت شبكة سي إن إن التواصل مع مسؤولين في جيش الاحتلال الإسرائيلي للتعليقِ على اغتيال هنية وكان ردُّ الجيش بأنّه لا يتفاعلُ معَ تقارير وسائل الإعلام الأجنبية، فيما تحدثت وسائل إعلام عبريّة حاولت هي الأخرى الحصول على سبقٍ صحفي من مصادر رسميّة في الحكومة الإسرائيلية عن إصدار مكتب نتنياهو توجيهاتٍ لوزراء الحكومة بعدم التعليق على اغتيال إسماعيل. بُعيد ساعةٍ ونصف تقريبًا عن سريان خبر الاغتيال وتحديدًا بيان حركة حماس، أخبرَ مسؤولون إيرانيون صحيفة نيويورك تايمز الأمريكيّة بأنّ المجلس الأعلى للأمن القومي يجتمعُ بمقر المرشد الأعلى بحضور قائد فيلق القدس، ونشرت وكالة رويترز للأنباء عن مصدر مطّلع قوله إنّ أعلى هيئة أمنية في إيران ستقرر استراتيجية الرد على اغتيال إسماعيل هنية.
سرعان ما بدأت مساجد الضفة الغربية ومخيمات الشتات في نعي إسماعيل هنية وتُليت بيانات النعي في مكبّراتِ عددٍ من المساجد مع ساعات الشروق. تزامنت بيانات النعي هذه معَ دعوة القوى الوطنية والإسلامية في الأراضي الفلسطينية إلى الإضراب والخروج بمسيرات تنديدًا بالاغتيال. خرجت أيضًا مظاهراتٌ في نفس يوم الاغتيالِ في عددٍ من مدن الضفة الغربية وعلى رأسها رام الله والخليل ونابلس. شهدت هذه المظاهرات الشعبيّة تنديدًا بالاغتيال ورفعَ المتظاهرون شعاراتٍ تدعو فصائل المقاومة للرد.
نقلت وكالة تسنيم الإيرانية عن مصدرٍ في لجنة الأمن القومي والسياسة الخارجية بالبرلمان الإيراني عقدها لاجتماعٍ حول اغتيال هنية، فيما نقلت وكالة الأنباء الإيرانية بيانًا للمرشد خامنئي مما ذكر فيه أنّ الانتقام لدم هنية من واجبات الدولة الإيرانية لأن الاغتيال وقع على أراضيها، كما أشار إلى أن الكيان الصهيوني الذي وصفهُ بالمجرم والإرهابي مهَّد بهذا الاغتيال الأرضية لمعاقبته بقسوة. استمرَّ النظام الإيراني في التهديد والوعيد على لسان مختلف مسؤوليه فبعدَ بيان خامنئي جاء بيانٌ آخرٌ من الحرس الثوري الإيراني الذي قال إنّ جريمة النظام الصهيوني ستواجَه بردٍ قاسٍ من جبهة المقاومة القوية وإيران خاصة، أمّا البعثة الإيرانيّة بالأمم المتحدة فقد نقلت للأخيرة رسالة مفادها أنّ الرد على الاغتيال سيكون عمليات خاصة أكثر صرامة لزرع الندم في نفوس مرتكب الاغتيال، كما توعّد أمين مجلس الأمن القومي الإيراني بعدمِ التخلّي عن حقّ طهران في الثأر لدماء ‌إسماعيل هنية مضيفًا أنّ الكيان الصهيوني سيتلقى ردًا مناسبًا.
نشر جيش الاحتلال الإسرائيلي بعد ساعتين من انتشار خبر الاغتيال بيانًا قال فيه إنّ لا تغييرات في سياسة الدفاع في الجبهة الداخلية وأنه بصدد إجراء تقييمٍ للوضع دون تبنّي عملية الاغتيال، قبل أن ينشرَ المكتب الصحفي للحكومة الإسرائيلية صورة لهنية على الحساب الرسمي في فيسبوك مع عبارة «تم التخلص منه»، ومثَّل هذا المنشور أول اعترافٍ أو شبه اعتراف رسمي من إسرائيل بأنها التي تقفُ خلف عملية الاغتيال. مع ذلك فقد ظهرَ المتحدث باسم الحكومة الإسرائيلية في المساء في مؤتمرٍ صحفي تحدث خلاله حول الضربة التي وجّتها إسرائيل البارحة (29 تموز/يوليو) لحزب الله في معقله بالضاحية الجنوبية من بيروت، ولمّا سُئِل عن اغتيال إسماعيل هنية رفض المتحدث التعليق.
لم تُعرف بعد مرور 12 ساعة على الأقل طريقة الاغتيال على وجه التحديد ولا الكيفية التي تمّت بها، ومنعت إيران وسائل الإعلام من تغطية الحدث بشكل مباشر حيث لم تظهر أيّ صورٍ أو مقاطع فيديو على المباشر للموقع الذي كان فيه إسماعيل هنية والذي اغتيلَ فيه واكتفت بالقول أنها بدأت تحقيقات معمّقة وستُعلن النتائج عمّا قريب. رجّحت بعضٌ من وسائل الإعلام الإيرانية أن عملية الاغتيال جرت عبر صاروخٍ أُطلق من بلد إلى بلد وليس من داخل إيران، ولم تذكر وسائل الإعلام هذه الدولة المشتبه في انطلاق الصاروخ الدقيق أو الموجَّه منها. ما جاءت به وسائل الإعلام المحلية هذه هو نفسه ما ذهبت إليه هيئة البث الإسرائيلية التي قالت إنّ هنية قُتل بصاروخ أطلق من دولة خارج إيران دون تقديم مزيدٍ من التفاصيل. نقلت وكالة فارس عن مصادرها قولهم إنّ مقر إقامة إسماعيل هنية الذي استُهدف يقعُ في منطقةٍ في شمال العاصمة الإيرانية طهران، وقدّمت وكالة الأنباء الإيرانية تفاصيل إضافية حين نشرت مقالة تحديثيّة ذكرت فيها أنّ الاغتيال وقعَ حوالي الثانية صباحًا (توقيت إيران) مضيفةً أنّه كان يُقيم في مقر خاص لقدامى المحاربين بالعاصِمة. نفى وزير الخارجية الأمريكي أنتوني بلينكن تورّط بلاده في عملية الاغتيال هذه، وقال إنّ الإدارة الأمريكية لم تتلق إخطارًا مسبقًا بشأن الهجوم ولم يكن لها أي دور فيه. رغم النفي الأمريكي الأولي فإنّ الخارجية الأمريكية جددت في تصريحاتٍ على لسان مسؤوليها ومتحدثها الإعلامي التزام الإدارة الأمريكيّة بأمن إسرائيل والدفاع عنها ضد أي هجمات وصفها بالمتهوّرة قد تشنها إيران واصفًا هذا الالتزام بالصارم والذي لا يتزعزع.
اعترفَ القيادي في حركة حماس خليل الحية خلال مؤتمرٍ صحفي شاركَ فيه رفقة زاهر جبارين من طهران سويعاتٌ بعد اغتيال هنيّة بأنّ الأخير لم يكن في مكانٍ سري أو بعيدًا عن الأضواء ناسفًا أن يكون اغتياله منجزًا استخباريًا كما تُصوّر إسرائيل. الحية أكّد أيضًا أنّ حماس تنتظرُ التحقيقات الكاملة من السلطات الإيرانية. خرجَ نتنياهو في نحو الثامنة مساءً (بالتوقيت الفلسطيني) في تصريحٍ صحفي ومن جملة ما قال فيه كان التبنّي الواضح لما يصفها بالضربات الإسرائيلية خلال الأسابيع الماضية ضدّ كلٍ من حماس وحزب الله والحوثيين. جدَّد نتنياهو التأكيد على أنّ إسرائيل ستُصفّي حساباتها مع كل من يمس بها أو يرتكب مجازر ضدها ومتوعدًا بهدرِ دم كل من يمسّ إسرائيل.

## طريقة الاغتيال

### افتراضات صحفية
اعتُبر اغتيال إسماعيل هنية من طرفِ إسرائيل في قلبِ العاصمة الإيرانية وفي وضعٍ حساسٍ جدًا وتصعيد كبير فشلًا استخباراتيًا كبيرًا للنظام الإيراني، بل ذهبت عددٌ من وسائل الإعلام إلى اعتبار ما حصل إحراجًا هائلًا لحرس الثورة الذي يتفاخر بأسلحته وقدرته على «تدمير إسرائيل». هذا الإخفاق لم يتمثل في الاغتيال فحسب، بل حتى في المكان الذي يُفترض أن يكون مؤمّنًا جدًا ومحميًا كونه يستضيفُ كبار الشخصيات والضيوف البارزين مثل هنية.
عمومًا فقد تضاربت الأنباء والأقاويل حول طريقة الاغتيال، حيث ذهبت بعضٌ من وسائل الإعلام إلى ترجيحِ أنّ ما حصل هو غارة جوية فيما قالَ آخرون (وسائل إعلام محليّة ودولية) إنّ العملية تمّت عبر صاروخ موجّه أُطلق من مكانٍ ما وحصل مجددًا اختلافٌ فيما إذا كان الصاروخ الموجّه قد انطلق من طائرة حربية إسرائيلية أم من موقعٍ ما خارج إيران أو من الداخل. رجّحت مثلًا قناة الميادين اللبنانية المقرّبة من حزب الله أن الموقع الذي كان يتواجدُ فيه هنية تعرّض لقصفٍ صاروخي أُطلق من خارج إيران، بينما رجّحت القناة 12 العبرية أن الاغتيال كان عبر ضربة صاروخية من داخل إيران.
نشرت جريدةُ نيويورك تايمز مقالًا أثار الكثير من اللغط وقدّم افتراضيّة جديدة تمامًا حينما قالت نقلًا عن مسؤول أمريكي ومسؤولين من دول في الشرق الأوسط إنّ اغتيال هنية كان عبر عبوة ناسفة هُرّبت سرًّا إلى دار الضيافة في طهران قبل نحو شهرين كاملين. وضّحت الجريدة كيف أن العبوة فُجّرت بمجرد التأكد من وجوده داخل غرفته في دار الضيافة، لكنها لم تُقدم أيّ شروحات وتفاصيل إضافية حول الكيفية التي أُخفيت فيها العبوة بالمقر كل هذا الوقت مشيرةً إلى أن التخطيط لاغتيال رئيس المكتب السياسي للحركة في طهران استغرق شهورا وتطلَّب مراقبة مكثفة للمبنى. نشرت صحيفة جيروزاليم بوست مقالة أخرى عقبَ هذا التقرير وقالت إنها تأكّدت بشكلٍ مستقلٍ منه ومن صحّته. اعتبرَ التلفزيون الإيراني كافّة التقارير المنتشرة تحت عنوان تفاصيل عملية اغتيال هنية غير دقيقة ووصفها بالتكهنات غير الرسمية، وهو نفس ما ذهبَ له ممثل حماس في إيران حينما قال إنّ هدف تقرير صحيفة نيويورك تايمز بشأن اغتيال هنية هو دفع التهمة عن الاحتلال.

### التحقيق الإيراني الرسمي
نشرَ الحرس الثوري الإيراني يوم الثالث من آب/أغسطس نتائج تحقيقاته والتي خلص فيها إلى أنّ اغتيال هنية نُفذ بمقذوفٍ قصير المدى يزن رأسه المتفجّر 7.5 كيلوغرام أُطلق من خارج مكان استقرار هنية الذي هو مقرٌ لإقامة الضيوف الأجانب ويخضع لكافة البروتوكلات الأمنية بحسب الحرس الذي توعَّد من جديدٍ في نفس البيان بأنّ «دماء إسماعيل لن تذهب هدرًا والنظام الصهيوني سيتلقى العقاب الشديد على الجريمة». نقلَ مسؤولون إيرانيون لصحيفة نيويورك تايمز خبر اعتقال الدولة لأكثر من 20 شخصًا على خلفية عملية الاغتيال، وأكّد المسؤولون أن من بينِ المعتقلين ضباط استخبارات ومسؤولون عسكريون وموظفون بهيئة دار الضيافة.

## الجنازة

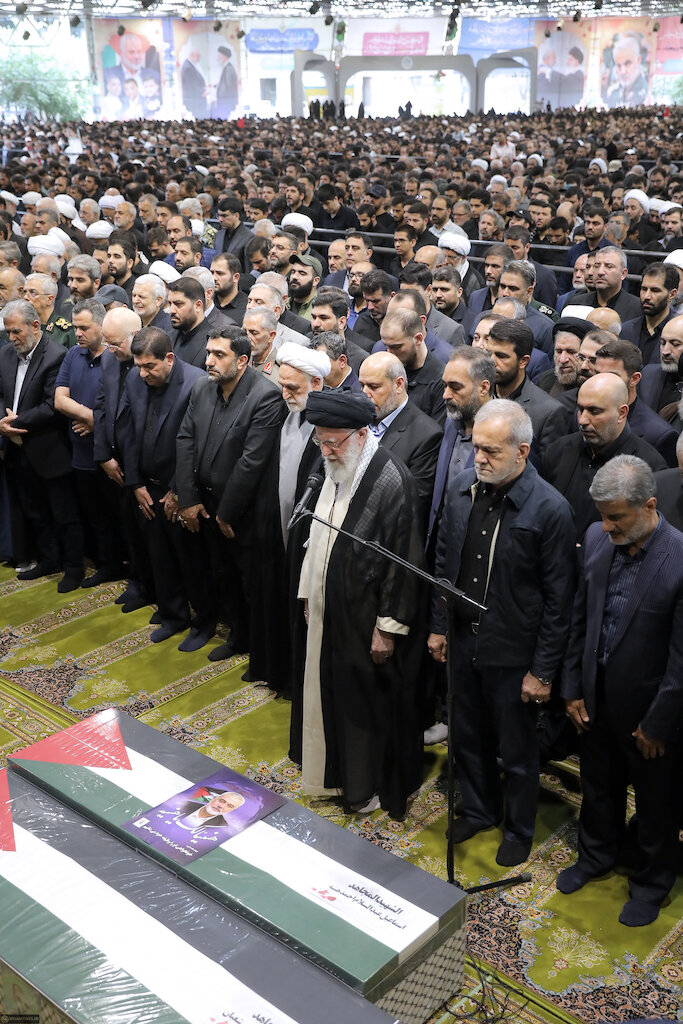
المرشد الأعلى الإيراني علي خامنئي يؤم الصلاة على القيادي البارز في حماس إسماعيل هنية.

أعلنت حركة حماس أنّ مراسم تشييع رسمي وشعبي لإسماعيل هنية ستُقام في طهران يوم الخميس الموافق للأول من آب/أغسطس قبل نقل الجثمان إلى الدوحة يوم الجمعة الموافق للثاني من نفس الشهر حيث ستُقام صلاة الجنازة على روح القائد في مسجد الإمام محمد بن عبد الوهاب بعد صلاة الجمعة بحضور شعبي وفصائلي ومشاركة قيادات عربية وإسلامية. كانت الحكومة الإيرانية قد أعلنت في وقتٍ مبكّر الحداد العام لمدة 3 أيامٍ بعد الاغتيال، كما أعلنَ رئيس السلطة الفلسطينية محمود عباس يعلن الحداد وتنكيس الأعلام ليومٍ واحدٍ حدادًا على القيادي الحمساوي. مع حلول المساء أُقيم تجمّعٌ شعبيٌّ كبيرٌ في ساحة فلسطين وسط طهران لتأبين إسماعيل هنية.
بدأت في صباح يوم الخميس فاتح آب/أغسطس في العاصمة الإيرانيّة طهران مراسم تشييع إسماعيل هنية رئيس المكتب السياسي لحركة حماس، والتي شاركَ فيها أغلب المسؤولين والقادة في الدولة الإيرانية بما في ذلك المرشد خامنئي الذي أمَّ صلاة الجنازة على جثمان الراحل وسطَ حضور الآلاف من المشيّعين في جنازة كبيرة.
وصل بعد السادسة مساءً من يوم الخميس (1 أغسطس) جثمان إسماعيل هنية إلى الدوحة تمهيدًا لتشييعه في اليوم الموالي وهو ما كان. شارك في الجنازة عددٌ من أبرز قادة حماس بما في ذلك خليل الحية الذي أمَّ بجموع المصلين كما حضر أمير دولة قطر تميم بن حمد ووالده حمد آل ثاني ووفد إيراني بالإضافة لشخصيات أخرى. كان لافتًا غيابُ الرئيس الفلسطيني محمود عباس عن المشاركة في جنازة الرجل وهو الذي حضر جنازة رئيس الوزراء الإسرائيلي السابق شمعون بيريز من قبل. كان لافتًا كذلك غيابُ عدد من القادة العرب وممثليهم من المستوى الرفيع رغم زعمِ أغلب الدول العربية بدعمِ فصائل المقاومة الفلسطينية والوقوف لصفّها في وجه الاحتلال وفي سبيلِ القضية الفلسطينية.

## منصات التواصل

### الرقابة
تعاملت تطبيقات شركة ميتا وبخاصة فيسبوك وإنستغرام مع خبر اغتيال إسماعيل هنية بنوعٍ من «الانحياز» واصطفّت بشكل واضح وفاضح للجانب الإسرائيلي. فرضت منصّة إنستغرام مثلًا قيودًا جمّة على كل الحسابات التي تترحّم على روح الرجل، بل وصل الحال حد حذف تعليقات وتجميد حسابات قامت بنعيه لا غير. أقدمت وزارة الاتصالات التركية عقبَ هذه الممارسات على حجب التطبيق خاصة وأنّه حذف بحسبِ الإعلام التركي ملايين المنشورات التي تنعى إسماعيل هنية.
مثالٌ آخرٌ من الأمثلة الكثيرة على الانحياز الكبير الذي تُمارسه بعض منصات التواصل ضدّ القضية الفلسطينية جاء لمّا حذفت شركة ميتا بلاتفورمز مالكة شركة فيسبوك – التي تزعمُ أنها راعية من رعاة حريّة التعبير – منشورًا لرئيس وزراء ماليزيا أنور إبراهيم على فيسبوك بخصوص الاغتيال، وهو ما دفعه إلى اتهام شركة التواصل الاجتماعي بـ «الجبن». طلب وزير الاتصالات فهمي فاضل من ميتا تفسيرًا للحذف دون أن يتلقّى أي رد.

### الدعاية والتضليل
عقبَ اغتيال هنية في طهران ضجّت مواقع التواصل الاجتماعي على اختلافها بمنشورات تنوّعت بين التحليل والتعزية وطرحِ الكثير من الأسئلة، وظهرت في منصات التواصل الاجتماعي العربية بعض المنشورات التي غلب عليها طابع الشماتة. تميّزت الكثير من هذه المنشورات بالمعلومات المضللة والتزييف وكان الغرضُ منها تشويه صورة هنية وحماس. حلّل مجتمع التحقيق العربي في صحيفة درج اللبنانيّة عشرات الحسابات التي ساهمت في هذه المنشورات ووجدت أنّ سلوكها يتطابقُ مع سلوك الحسابات الحكوميّة التي تُساهم في حملات منظمة ودوريّة.
وجدَ موقع درج أنّ أغلب الحسابات التي شمتت باغتيال الرجل تداولت أخبار زائفة ومضلّلة منها حسابات مصريّة لم تقدم درج دلائل على ارتباطها بالحكومة، لكنها حساباتٌ تتميّز بالدفاع عن الحكومة والمشاركة في حملات سابقة تُهاجم المعارضة وكل من ينتقد حكومات عبد الفتاح السيسي. تداولت هذه الحسابات معلومات مضللة من قبيل أنّ حماس قتلت 12 جنديًا مصريًا عام 2012، أو أنها قتلت أحمد منسي وكلها معلومات زائفة ولا صحّة لها، كما وجدت درج حسابات أخرى شاركت في الحملة رجّحت من سلوكها وتحليل منشوراتها السابقة أنها سعودية شمتت ونشرت معلومات مغلوطة، مثل الزعمِ بأنّ رصيد هنية البنكي يصلُ لـ 4 مليار يورو وكلها معلومات خاطئة ولا مصادر رسمية أو حتى ثانويّة تؤكّدها.

## تداعيات
كان من الواضحِ أن عملية الاغتيال هذه قد يكون لها تداعيات كبيرة لما يمثله هنية بالنسبة لحماس ولموقعِ الاغتيال كما ستؤثر وبشكل كبيرٍ في صفقة وقف إطلاق النار التي تُحاول إسرائيل وحماس التوصّل لها عبر وساطات من دول أخرى، خاصة وأنّ هنية كان يلعبُ دورًا محوريًا في هذه الجهود وكان من بينِ صنّاع القرارات الرئيسيين في حركة المقاومة الإسلاميّة حماس. نقلت قناة سي بي إس الأمريكية عن مصدرٍ مطّلعٍ على محادثات وقف إطلاق النار قوله إنّ هنية كان مدركًا لقيمة الاتفاق بل لعب دورًا في تحقيق اختراقات بالمحادثات.
ذكرت كتائب الشهيد عز الدين القسام الجناح العسكري لحركة حماس بأنّ اغتيال القائد إسماعيل هنية في قلب طهران حدث فارق وخطير ينقل المعركة إلى أبعاد جديدة، مشيرةً إلى أن إسرائيل أخطأت بتوسيع دائرة العدوان واغتيال قادة المقاومة في مختلف الساحات وانتهاك سيادة دول المنطقة، ومتوعّدةً بأن إسرائيل ستدفعُ الثمن في غزة والضفة وداخل الكيان وفي كل مكان تصل إليه أيدي المجاهدين. لم تكد تمرُّ ساعاتٌ قليلة على الاغتيال حتى شهدت مدينة الخليل عمليتين منفصلتين حيث تعرّضت مستوطنة كريات أربع لإطلاق نار ثم جرى استهداف موقعٍ إسرائيلي آخر على مقربةٍ من الحرم الإبراهيمي. سُرعان ما تبنَّت كتائبُ القسام في الضفة الغربية عمليتي إطلاق النار وقالت إنها ردٌّ أولي على جريمة اغتيال القائد الكبير إسماعيل هنية. لم تُعلن إسرائيل عن سقوط ضحايا خلال العمليتين.

## ردود الفعل

### محليًا
- حماس: نعت حماس وفاة إسماعيل هنية وقالت بأنه اُغتيل بسبب «غارة صهيونية غادرة على مقر إقامته في طهران.»[68] وقال المسؤول البارز في حماس موسى أبو مرزوق إن اغتيال هنية كان «عملاً جباناً لن يمر دون عقاب».[69] اتهم المسؤول الآخر في حماس سامي أبو زهري إسرائيل باغتيال هنية مشيرًا إلى أنها تهدفُ إلى كسر إرادة حماس والشعب الفلسطيني.[70] وقالت كتائب القسام الجناح العسكري لحركة حماس إن اغتيال هنية «سيكون له تداعيات وينقل المعركة لأبعاد جديدة تؤثر على كامل المنطقة».[71]
- حركة الجهاد الإسلامي في فلسطين: نعت حركةُ الجهاد الإسلامي إسماعيل هنية الذي وصفته بالقائد الوطني الكبير وأكّدت في بيانها تلاحمها مع حركة حماس في المقاومة، كما قالت الحركة التي تُقاتل إلى جانب حماس في قطاع غزّة إنّ عملية الاغتيال الآثمة التي نفذتها إسرائيل بحق رمز من الرموز لن تثني الشعب الفلسطيني عن استمرار المقاومة.[72]
- الجبهة الديمقراطية لتحرير فلسطين: نشرت الجبهة الديمقراطية لتحرير فلسطين بيانًا قالت فيه إنّ اغتيال هنية يؤكد أنّ هذه المعركة طويلة، قائلةً إنّ إسرائيل مخطئة إنْ اعتقدت أنّ اغتيال قادة المقاومة سيوقف عملها المتجذر في نفوس الشعب الفلسطيني.[73]
- السلطة الوطنية الفلسطينية: أدان الرئيس الفلسطيني محمود عباس عملية الاغتيال واصفًا إياها بأنها «عمل جبان وتصعيد خطير»، داعيًا الشعب الفلسطيني إلى الوحدة.[74][75]

### إيران
عقد المرشد الأعلى علي خامنئي اجتماعًا طارئًا للمجلس الأعلى للأمن القومي مع كبار المسؤولين الإيرانيين في أعقاب الاغتيال، وصرح خامنئي لاحقًا أن «هذا الإجراء أعد النظام الصهيوني الإجرامي والإرهابي الأرض لعقاب قاسٍ لنفسه، ونحن نعتبر من واجبنا أن نسعى للانتقام لدمه لأنه استشهد على أراضي الجمهورية الإسلامية الإيرانية». ذكرت صحيفة نيويورك تايمز، نقلاً عن مسؤولين إيرانيين، أنه أمر بشن ضربات مباشرة ضد إسرائيل ردًا على الاغتيال. أدان الرئيس مسعود بزشكيان الاغتيال وقال إن إيران ستدافع عن سلامة أراضيها وستجعل المسؤولين عن أفعالها يندمون على أفعالهم، أعلنت الحكومة الإيرانية الحداد العام لمدة ثلاثة أيام على هنية.

### إسرائيل
صرح الجيش الإسرائيلي لشبكة CNN بأنها «لا تستجيب للتقارير الواردة في وسائل الإعلام الأجنبية». وأشاد وزير التراث المتطرف عميحاي إلياهو بالاغتيال، قائلاً إنه «يجعل العالم أفضل قليلاً»، وزادت إسرائيل من إجراءات الأمن في بعثاتها الدبلوماسية والمواقع اليهودية في جميع أنحاء  خصوصًا تعزيز أمن وفد إسرائيل في دورة الألعاب الأولمبية الصيفية 2024 بسبب المخاوف من الهجمات المحتملة.
في 24 ديسمبر 2024، جاء الاعتراف الإسرائيلي الأول بالمسؤولية عن اغتيال هنية؛ إذ صرح وزير الدفاع يسرائيل كاتس «سنستهدف البنى التحتية للحوثيين ونقطع رؤوس قادتهم كما فعلنا مع هنية والسنوار ونصر الله».

### عربيًا
- حزب الله: اعتبرَ حزب الله في بيانٍ رسمي أنّ شهادة القائد إسماعيل هنية ستزيدُ المقاومين في كل ساحات المقاومة إصرارًا وعنادًا على مواصلة طريق الجهاد، مذكرًا بأنّ الرجل كان من قادة المقاومة الكبار الذين وقفوا بشجاعة أمام مشروع الهيمنة الأميركي والاحتلال الصهيوني.[87]
- قطر: قالت الخارجية القطرية إن دولة قطر تدين بأشد العبارات اغتيال إسماعيل هنية. وأشارت إلى أن «اغتيال هنية جريمة شنيعة وتصعيد خطير وانتهاك سافر للقانون الدولي والإنساني.» وحذرت من أن اغتيال هنية واستهداف المدنيين المستمر من شأنه أن يؤدي إلى الفوضى وتقويض فرص السلام.[88] وسأل رئيس الوزراء الشيخ محمد بن عبد الرحمن آل ثاني «كيف يمكن أن تجري مفاوضات يقوم فيها طرف بقتل من يفاوضه في الوقت ذاته؟».[89]
- الكويت: أعربت الخارجية الكويتية عن قلقها البالغ إزاء ما أقدم عليه الكيان الإسرائيلي من «عمل إجرامي وغير مسئول» وتؤكد أن ذلك يُعتبر «تطورًا خطيرًا وانتهاكًا صارخًا لمبادئ القانون الدولي وأهمها احترام سيادة الدول المستقلة.» ودعت الأمم المتحدة والمجتمع الدولي إلى «الوقوف بشكل حازم وفوري لتفادي أي تصعيد عسكري قد يدخل المنطقة والعالم في متاهات الفوضى ودوامة العنف ويقوض فرص السلام».[90]
- مصر: أدانت الخارجية المصرية في بيان لها «سياسة التصعيد الاسرائيلية الخطيرة خلال اليومين الماضيين» وحذرت من «مغبة سياسة الاغتيالات وانتهاك سيادة الدول» واعتبرت «أن هذا التصعيد الخطير ينذر بمخاطر إشعال المواجهة في المنطقة بشكل يؤدى إلى عواقب أمنية وخيمة» محذرة من «مغبة سياسة الاغتيالات وانتهاك سيادة الدول الأخرى وتأجيج الصراع في المنطقة».[91][92]
  -  الأزهر الشريف: أدان الأزهر في بيان اغتيال إسماعيل هنية مضيفاً أن هذه الاغتيالات «لن تنال من عزيمة الشعب الفلسطيني» ووصف عملية الاغتيال بـ«الجريمة البشعة»، معتبراً أنها «ضمن سلسلة الاعتداءات المنكرة التي يمارسها الكيان المحتل» وتقدم بخالص العزاء والمواساة للشعب الفلسطيني ولأسرة الشهيد المناضل سائلًا المولى عز وجل أن يتغمد الفقيد بواسع رحمته، وأن يُلهم أهله وأسرته المزيد من الصبر والسلوان وأن الشهيد المناضل قضى حياته في الذود والدفاع عن أرضه وعن قضية العرب والمسلمين قضية فلسطين الحرة الصامدة وأن مثل هذه الاغتيالات لن تنال من عزيمة الشعب الفلسطيني المناضل، الذى قدَّم -ولا يزال يقدم- تضحيات عظيمة لاستعادة حقوقه في إقامة دولة فلسطين المستقلة وعاصمتها القدس».[93][94]
- العراق: أدانت الحكومة بشدة العملية التي وصفتها بالعدوانية وبأنها انتهاكٌ للقانون الدولي وتهديدٌ للاستقرار الإقليمي.[95]
- سوريا: أعربت الخارجية السورية في بيان رسمي عن إدانة سوريا لاغتيال إسماعيل هنية في طهران وقالت إن «هذا العمل الدنيء جاء بعد سلسلة اعتداءات إسرائيلية آثمة على مواقع عديدة في المنطقة، بما بذلك الجولان السوري المحتل ولبنان والعراق إلى جانب استمرار الكيان بارتكاب مذابح الإبادة الجماعية بحق الشعب الفلسطيني» وأضافت «سوريا تدين هذا العدوان الصهيوني السافر وهذا الانتهاك الخطير لسيادة الجمهورية الإسلامية الإيرانية، والذي يمثل انتهاكا للقانون الدولي وأنها تعبر عن وقوفها لجانب الجمهورية الإسلامية الإيرانية وتضامنها معها وتعرب عن تعازيها للشعب الفلسطيني المقاوم والصامد في مواجهة آلة العدوان الإجرامية».[96]
- الأردن: أدان نائب رئيس الوزراء وزير الخارجية أيمن الصفدي بأشد العبارات الاغتيال واعتبر «الاغتيال خرقاً للقانون الدولي والقانون الدولي الإنساني، وجريمة تصعيدية ستدفع باتجاه المزيد من التوتر والفوضى في المنطقة» وأضاف أن «استمرار إسرائيل في عدوانها على غزة واستباحتها لحقوق الشعب الفلسطيني وجرائمها ضده ومن دون فعل دولي يلجم عدوانيتها سيجر المنطقة نحو المزيد من الحروب والدمار».[97]
- عُمان: أعربت الخارجية في بيان «عن إدانة سلطنة عُمان واستنكارها الشديد لاغتيال إسماعيل هنية في العاصمة الإيرانية طهران والذي يعد انتهاكًا صارخا للقانون الدولي والإنساني وتقويضا واضحا لمساعي تحقيق السلام والاستقرار في المنطقة» وأضافت «تؤكد السلطنة موقفها الثابت في رفض كافة أشكال الإرهاب مهما كانت دوافعه ومسبباته فضلًا عن رفض انتهاكات سيادة الدول وحرماتها، داعيةً المجتمع الدولي للتدخل العاجل لمعاقبة مرتكبي هذه الجرائم والاغتيالات السياسية والتحرك الفوري لوقف العدوان الاسرائيلي واستمرار الاحتلال اللا مشروع للأراضي الفلسطينية وسياسة القتل والتطرف والتنكيل التي تُمارَس بحق الشعب الفلسطيني الأعزل في قطاع غزة والضفة الغربية والقدس الشريف».[98]
- اليمن (اللجنة الثورية): أدان رئيس اللجنة الثورية محمد علي الحوثي الاغتيال واصفًا إياه بأنها «جريمة إرهابية بشعة وانتهاك صارخ للقوانين والقيم الأخلاقية».[99]
- الجزائر: أدان وزير الخارجية والجالية الوطنية بالخارج الجزائري أحمد عطاف الاغتيال وقال: «نلتقي في وقت بالغ الخطورة وأمام منعرج مأساوي بعد اغتيال المرحوم رئيس المكتب السياسي لحركة حماس اسماعيل هنية في طهران» و«إننا ندين بشدة هذه العملية الارهابية الغادرة والشنيعة التي أقدمت عليها قوات الاحتلال الصهيوني، وهي تتمادى في لامبالاتها ولا اعترافها بأبسط القواعد والضوابط الانسانية والقانونية والسياسية والأخلاقية».[100]
- تونس: أدانت وزارة الخارجية بأشدّ العبارات عملية الاغتيال مجدّدة موقفها الثابت من الحق الفلسطيني، وقالت «أنّ اغتيال رمز من رموز المقاومة الفلسطينية هوّ تجسيد جديد لنهج الحركة الصهيونية التي جُبلت على اغتيال كل صوت حر يطالب بتحرير فلسطين في أي مكان في العالم» وأن «هذا الاغتيال الشنيع يُضاف للقائمة الطويلة للتاريخ الدموي للعمليات الآثمة التي ارتكبها الاحتلال الصهيوني قبل احتلال فلسطين وإثره ضدّ العديد من الشخصيات التي دافعت عن الحق الفلسطيني».[101]
- موريتانيا: أدانت وزارة الخارجية بشدة الاغتيال وأعربت عن إدانتها الشديدة لاغتيال القائد الفلسطيني إسماعيل هنية وتتقدم الحكومة الموريتانية بهذه المناسبة الأليمة بالتعازي الخالصة لأسرة الفقيد وللشعب الفلسطيني الشقيق، سائلة الله العلي القدير أن يتغمده بواسع رحمته ومغفرته» وأضافت «وتجدد موريتانيا دعوتها المجتمع الدولي لتحمل مسؤولياته في فرض احترام مقتضيات القانون الدولي والقانون الدولي الإنساني، وتوفير الشروط اللازمة لإنهاء معاناة الشعب الفلسطيني الشقيق وتمكينه من حقوقه العادلة في الحرية والاستقلال».[102] وأقيمت احتجاجتان حاشدتان أمام السفارة الأمريكية والمسجد الكبير في نواكشوط، حيث أدان المتظاهرون الهجوم وطالبوا بطرد السفير الأمريكي ردًا على دعم الولايات المتحدة المستمر لإسرائيل في الحرب على غزة.[103][104]
- الصومال: أدانت الصومال الاغتيال وقالت وزارة الخارجية في بيان: «تدين جمهورية الصومال الفيدرالية اغتيال الكيان الإسرائيلي لإسماعيل هنية في انتهاك للقانون الدولي والقانون الدولي الإنساني وتتخوف الصومال من تصاعد وتيرة العنف التي من شأنها أن تؤدي للمزيد من الانتهاكات ضد المدنيين العزل أن تفضي لاندلاع صراع مسلح واسع النطاق في الشرق الأوسط، وتدين الاغتيالات السياسية والعنف بكل صوره أياً كانت دوافعه ونؤكد على ضرورة تحمل المجتمع الدولي لمسؤولياته واتخاذ الإجراءات الفورية لفرض وقف العدوان الإسرائيلي على غزة وانتهاكاته للقانون الدولي وقرارات الأمم المتحدة».[105]
- جيبوتي: أدانت وزارة الخارجية بأشد العبارات عملية الاغتيال ووصفتها بأنها «جبانة وخسيسة» وحملت «الاحتلال الإسرائيلي مسؤولية هذه الجريمة البغيضة» وأضافت «أن هذا الاغتيال لن يؤدي إلا لتعزيز تصميم الشعب الفلسطيني على النضال ضد الاحتلال ومواصلة سعيه المشروع من أجل العدالة والحرية» وقالت «تؤكد جيبوتي من جديد دعمها الثابت للقضية الفلسطينية، وتدعو بذات الوقت المجتمع الدولي لوضع حد للعنف في فلسطين وإنهاء الإبادة الجماعية في غزة، والعمل بحزم من أجل تحقيق سلام دائم وعادل في منطقة الشرق الأوسط».[106]
- وأدانت حكومة الجمهورية الصحراوية غير المعترف بها وجبهة البوليساريو الهجوم واعتبرت أن «اغتيال قادة المقاومة التحريرية يزيد من عزيمة وقوة شعبهما رغم الألم والندم الذي خلفه رحيلهم» وأضافت «إن إسماعيل هنية شهيد ضحى بحياته وروحه وعائلته من أجل تحرير فلسطين، وسيظل بكل تأكيد قدوة لشعبه الفلسطيني المناضل ومنارة لكل الشعوب المناضلة من أجل الكرامة والحرية».[107]

### دوليًا
عقد مجلس الأمن التابع للأمم المتحدة جلسة طارئة في 31 يوليو/تموز عقب الاغتيال، حيث أدانت الصين وروسيا والجزائر عملية القتل، وناقشت الولايات المتحدة والمملكة المتحدة وفرنسا الدعم الإيراني للجهات الفاعلة «المزعزعة للاستقرار» في الشرق الأوسط، بينما أعربت اليابان عن قلقها إزاء اندلاع حرب شاملة في المنطقة. ووصف الأمين العام للأمم المتحدة أنطونيو غوتيريش الهجمات الإسرائيلية على طهران وفي بيروت ضد فؤاد شكر بأنها «تصعيد خطير».
- أفغانستان: أشاد المتحدث الرسمي باسم طالبان ذبيح الله مجاهد بإسماعيل هنية كقائد مسلم ذكي ومبدع قدم تضحيات كبيرة. وصرَّح أن الحكومة الأفغانية تعتبر الدفاع عن حماس «واجبًا إسلاميًا وإنسانيًا».[111]
- الصين: أدان لين جيان المُتحدث باسم وزارة الخارجية الصينية عملية الاغتيال وقال إن بكين «تشعر بقلق عميق من أن هذا الاغتيال قد يؤدي إلى مزيد من عدم الاستقرار في الوضع الإقليمي.»[112]
- تركيا: كانت تركيا من بين أوائل الدول التي نشرت بيانًا عبر خارجيتها أدانت فيه مقتل إسماعيل هنية نتيجة عملية اغتيال وصفتها بالدنيئة، تركيا التي كانت تُخطّط لاستقبال إسماعيل في برلمانها، والتي أدلى رئيسها قبل وقتٍ ليس بالطويل بتصريحاتٍ لمّح فيها لإمكانية دخول الجيش التركي قطاع غزة مثلما فعل في مناطق أخرى وهي التصريحات التي قُوبلت بتهديدات إسرائيلية وسخرية عربية كبيرة.[113] وأعلنت تركيا يوم حداد على هنية في 2 أغسطس.[114] واستدعت وزارة الخارجية الإسرائيلية نائب السفير التركي لدى إسرائيل بعد إنزال العلم التركي في سفارتها في تل أبيب إلى نصف السارية حداداً على هنية.[115]
- إندونيسيا: أدانت إندونيسيا بشدة اغتيال إسماعيل هنية وقالت وزارة الخارجية في منشور على وسائل التواصل الاجتماعي: «إنه يشكل استفزازًا من شأنه تصعيد الصراعات في المنطقة وعرقلة المفاوضات الجارية»، ووصفت الوزارة عملية القتل بأنها «عمل استفزازي» من المحتمل أن يؤدي إلى تصعيد التوترات الإقليمية.[116][117] وأدان الرئيس جوكو ويدودو الاغتيال باعتباره عنفًا سياسيًا وطلب من العديد من الناس إدانته.[118]
- ألمانيا: دعت الحكومة إلى «أقصى درجات ضبط النفس والتهدئة».[119]
- روسيا: أدان ميخائيل بوجدانوف نائب وزير الخارجية الروسي عملية الاغتيال واصفًا إياها بأنها «جريمة سياسية غير مقبولة».[120]
- ماليزيا: أدانت وزارة الخارجية بشدة اغتيال إسماعيل هنية وأعربت عن «خالص تعازي ماليزيا ومواساتها لأفراد الأسرة، وكذلك للقيادة والشعب الفلسطيني» وأن «ماليزيا تدين بشكل قاطع جميع أعمال العنف، بما في ذلك الاغتيالات المستهدفة» وتؤكد ماليزيا بأنها «متضامنة مع الشعب الفلسطيني، وتؤكد التزامها بدعم نضاله من أجل العدالة وتقرير المصير».[121] حذفت شركة ميتا بلاتفورمز المالكة لفيسبوك منشورًا على فيسبوك لرئيس الوزراء أنور إبراهيم بشأن الاغتيال، مما دفعه إلى اتهام شركة التواصل الاجتماعي بـ «الجبن»، وطلب وزير الاتصالات فهمي فاضل من ميتا تفسيرًا للحذف دون أي رد.[122] وعلَّق رئيس الوزراء السابق مهاتير محمد على اغتيال هنية، قائلاً: «قد يقتلون السيد هنية ولكن ليس أفكاره وما يمثله».[123]
- باكستان: أدانت باكستان بشدة اغتيال إسماعيل هنية وفي بيان لها «قدمت وزارة الخارجية الباكستانية تعازيها لأسرته وللشعب الفلسطيني» وأضافت أن «العملية» الإسرائيلية تُشكل تصعيدًا خطيرًا في منطقة متوترة بالفعل.[124][125] وصف رئيس الوزراء الباكستاني شهباز شريف عملية الاغتيال بأنها «عمل همجي ينتهك القانون الدولي»، أعلنت باكستان لاحقًا إن يوم 2 أغسطس سيكون يوم حداد على هنية.[126] كما أقام شهباز ومسؤولون حكوميون آخرون صلاة الجنازة غيابيًا على هنية في مبنى البرلمان في إسلام أباد، وبشكل منفصل، أعلن رئيس الجماعة الإسلامية الباكستانية حافظ نعيم الرحمن إقامة صلاة الجنازة غيابيًا على هنية.[127]
- الولايات المتحدة: أقر متحدث باسم البيت الأبيض بأنهم اطلعوا على تقارير عن وفاة هنية لكنه رفض الإدلاء بأي تعليقات فورية.[128] وقال وزير الدفاع الأمريكي لويد أوستن إنه لا يعتقد «أن حربًا أوسع نطاقًا في الشرق الأوسط أمر لا مفر منه وأضاف أن هذا سيُحَل بطريقة دبلوماسية، مضيفًا أن الولايات المتحدة ستساعد في الدفاع عن إسرائيل إذا تعرضت للهجوم».[129][130]
- سريلانكا: أعرب الرئيس السريلانكي رانيل ويكريمسينغه عن إدانته الشديدة لاغتيال إسماعيل هنية وقال «إن مقتل زعيم حماس في طهران هذا الصباح هو أمر أدينه بشدة، لقد كان هذا خطأ وكان من الممكن أن يمنع التوصل إلى حل للصراع في غزة».[131]
- جزر المالديف: أدانت حكومة جزر المالديف عملية الاغتيال ودعت جميع الدول إلى «العمل معًا من أجل إيجاد حل عاجل ودائم لأزمة غزة».[132]
- فنزويلا: أدانت وزارة الخارجية الاغتيال ووصفته بأنه «هجوم إرهابي» وانتهاك صارخ وأنه «يؤخر إمكانية التوصل لحل سريع للإبادة الجماعية الممنهجة التي ترتكبها إسرائيل» واصفة إياها بـ «الدولة الإرهابية».[133]